# Jónás és a zöldségmesék
A Jónás és a zöldségmesék (eredeti cím: Jonah: A VeggieTales Movie) 2002-ben bemutatott amerikai 3D-s számítógépes animációs film, amelynek rendezői és forgatókönyvírói Phil Vischer és Mike Nawrocki, a zenéjét Kurt Heinecke, David Mullen és Phil Vischer szerezte, a producere Ameake Owens. A Big Idea Productions és az F.H.E. Pictures készítette. Műfaja filmvígjáték és vallásos.
Amerikában 2002. október 4-én mutatták be a mozikban, Magyarországon 2007. február 13-án adták ki DVD-n.

## Szereplők
| Szereplő                              | Eredeti hang   | Magyar hang      |
| ------------------------------------- | -------------- | ---------------- |
| Bob, a paradicsom                     | Phil Vischer   | Háda János       |
| Archibald spárga mint Jónás és Twippo | Phil Vischer   | Láng Balázs      |
| Mr. Lunt (lopótök)                    | Phil Vischer   | Szokol Péter     |
| Szőlő papa                            | Phil Vischer   | Kassai Károly    |
| Mr. Nezzer (cukkini)                  | Phil Vischer   | Pálfai Péter     |
| Apollo lopótök mint Twistomer király  | Phil Vischer   | Bolla Róbert     |
| Phillipe borsó                        | Phil Vischer   | Pipó László      |
| Percy borsó                           | Phil Vischer   | Hamvas Dániel    |
| Larry, az uborka                      | Mike Nawrocki  | Galbenisz Tomasz |
| Jerry lopótök                         | Mike Nawrocki  | N/A              |
| Jean-Claude borsó                     | Mike Nawrocki  | Seder Gábor      |
| Khalil (hernyó)                       | Tim Hodge      | Kapácsy Miklós   |
| Papa spárga                           | Dan Anderson   | Mikula Sándor    |
| Junior spárga                         | Lisa Vischer   | Jelinek Márk     |
| Laura répa                            | Kristin Blegen | Dögei Éva        |
| Annie (zöldhagyma)                    | Shelby Vischer | Molnár Ilona     |
| Scooter (répa)                        | Jim Poole      | Várday Zoltán    |

- További magyar hangok: Vári Attila

## Magyar változat[1]
A szinkron a Film-Sound Studio készült 2006-ban.
- Magyar szöveg: Faludi Katalin
- Dalszövegek: Weichinger Kálmán (Müller Kálmán néven)
- Zenei rendező: Galambos Zoltán
- Vágó: Darók Attila
- Hangmérnök: Nikodém Norbert
- Gyártásvezető: Lajtai Erzsébet
- Szinkronrendező: Kiss Lajos

## Televíziós megjelenések
RTL Klub